# 舞狂言
舞狂言（まいきょうげん）は夢幻能の形式を模し、シテ（亡霊）の舞を1曲の中心とする狂言の分類。仕舞狂言、舞もの、能がかりともいう。研究者による分類名であり、流派の名寄 (なよせ。目録) では出家物や鬼・山伏狂言に分類する。

## 舞狂言の作品
- 『祐善』（大蔵流・和泉流）
- 『楽阿弥』（大蔵流・和泉流）
- 『通円』（大蔵流・和泉流）
- 『蛸』（大蔵流・和泉流）
- 『塗師』（大蔵流）『塗師平六』（和泉流）
- 『双六』（和泉流）
- 『蝉』（和泉流）
- 『野老』(ところ)（和泉流）